# Герстен
Герстен (нім. Gersten) — громада в Німеччині, розташована в землі Нижня Саксонія. Входить до складу району Емсланд. Складова частина об'єднання громад Ленгеріх.
Площа — 28,83 км2. Населення становить 1212 ос. (станом на 31 грудня 2021).